# Eureka (Utah)
Eureka és una població dels Estats Units a l'estat de Utah. Segons el cens del 2000 tenia 766 habitants.

## Demografia
Segons el cens del 2000, Eureka tenia 766 habitants, 271 habitatges, i 197 famílies. La densitat de població era de 201,2 habitants per km².
Dels 271 habitatges en un 39,1% hi vivien nens de menys de 18 anys, en un 56,8% hi vivien parelles casades, en un 8,9% dones solteres, i en un 27,3% no eren unitats familiars. En el 24% dels habitatges hi vivien persones soles el 13,7% de les quals corresponia a persones de 65 anys o més que vivien soles. El nombre mitjà de persones vivint en cada habitatge era de 2,83 i el nombre mitjà de persones que vivien en cada família era de 3,37.
Per edats la població es repartia de la següent manera: un 33,2% tenia menys de 18 anys, un 9,1% entre 18 i 24, un 27,7% entre 25 i 44, un 18,8% de 45 a 60 i un 11,2% 65 anys o més.
L'edat mediana era de 30 anys. Per cada 100 dones de 18 o més anys hi havia 102,4 homes.
La renda mediana per habitatge era de 36.875 $ i la renda mediana per família de 43.077 $. Els homes tenien una renda mediana de 35.938 $ mentre que les dones 26.563 $. La renda per capita de la població era de 14.534 $. Entorn del 6,3% de les famílies i el 9,9% de la població estaven per davall del llindar de pobresa.

## Poblacions més properes
El següent diagrama mostra les poblacions més properes.